# Helena Makowska
Helena Makowska, née le 2 mars 1893 à Kryvyï Rih (Gouvernement de Kherson) et morte le 22 août 1964 à Rome (Italie), est une actrice italienne.

## Filmographie partielle
- 1917 : Hamlet (Amleto) d'Eleuterio Rodolfi
- 1951 : Quo vadis, de Mervyn LeRoy
- 1954 : La Comtesse aux pieds nus (The Barefoot Contessa), de Joseph L. Mankiewicz